# Kathedraal van de Heilige Maagd Maria
De Kathedraal van de Heilige Maagd Maria (Wit-Russisch: Архікатэдральны касцёл Імя Найсвяцейшай Панны Марыі) is een barokke katholieke kathedraal in de Wit-russische stad Minsk.

## Geschiedenis
De kathedraal werd in 1710 gebouwd als kloosterkerk van de jezuïeten. Na de verdeling van Polen in 1793 viel Wit-Rusland toe aan Rusland en werd de rooms-katholieke orde van de jezuïeten verbannen. Het gebouw werd vanaf dat moment de lokale kathedraal. Een brand in 1797 beschadigde de kerk ernstig, maar op de brand volgde een volledige renovatie. Met de opheffing van het diocees Minsk in 1869 werd de kathedraal een gewone parochiekerk. In de maand november van het revolutiejaar werd de diocees Minsk hersteld en Zygmunt Lazinski werd de nieuwe bisschop.

## Sovjet-periode
In 1920 werd bisschop Lazinski gearresteerd door de Sovjetautoriteiten. De kathedraal werd in 1934 gesloten voor de eredienst. Gedurende de Tweede Wereldoorlog stonden de Duitsers heropening van de kathedraal toe, echter na de bevrijding werd de kathedraal opnieuw gesloten door de Sovjets. In 1951 werden de klokkentorens van de kathedraal opzettelijk door Sovjet artillerie vernietigd. Het gebouw werd vervolgens overgedragen aan de sportvereniging Spartak, die de kerk gebruikte als sportzaal.

## Heropening
In het begin van de jaren 90 werden er weer Heilige Missen gevierd in de kerk. Het gebouw werd in 1993 overgedragen aan de Katholieke Kerk. Met financiële steun uit Polen werd de kathedraal gerestaureerd en werden de torens herbouwd. In 2005 werd een nieuw orgel, gemaakt in Oostenrijk, geschonken aan de kerk. Gedurende het eerste decennium van deze eeuw werd ook de muurbeschildering hersteld.

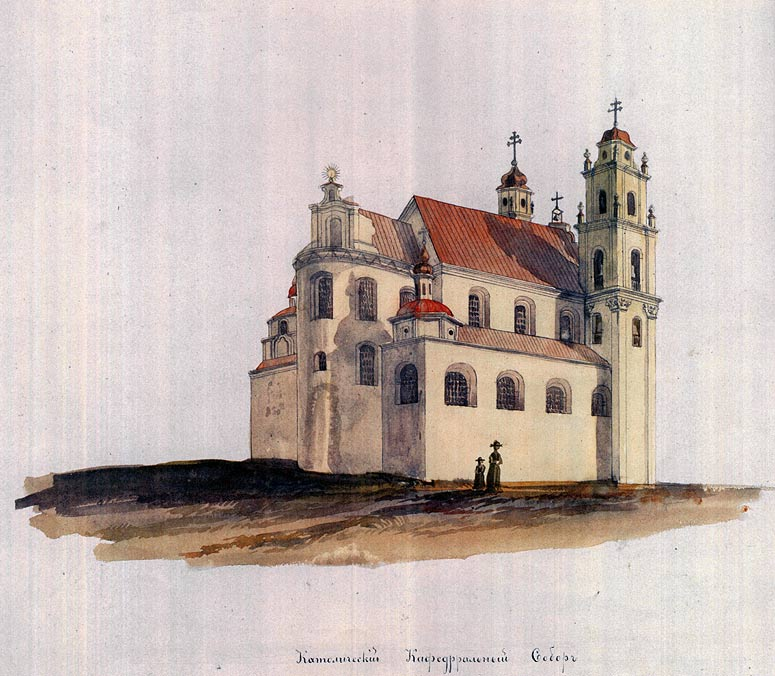
19e-eeuwse prent van de kathedraal D. Stroekov
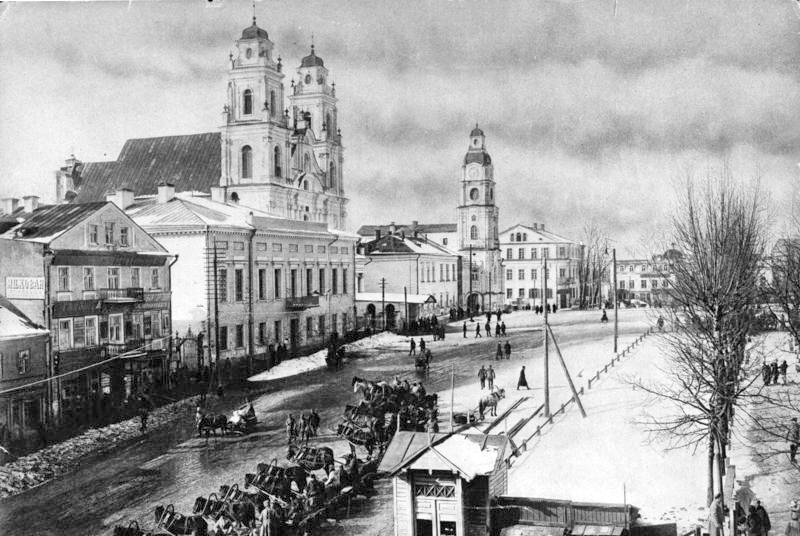
De kathedraal in 1914
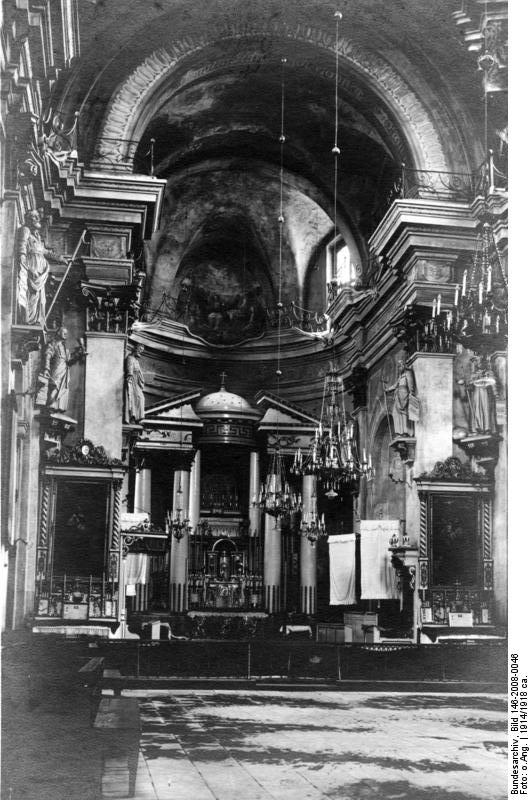
Interieur kathedraal anno 1914 (Bundesarchiv)
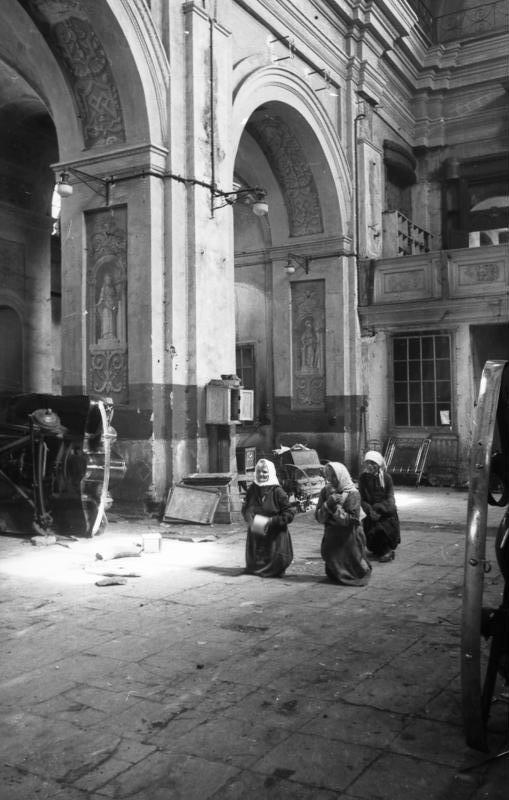
Interieur kathedraal juni 1941 (Bundesarchiv)
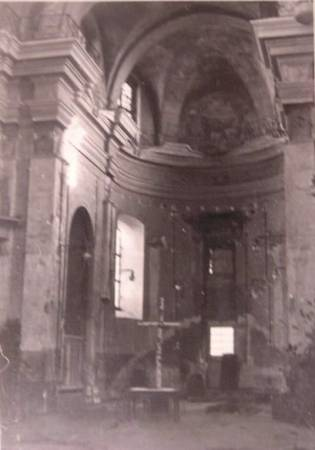
Interieur kerk 1941-1944